# Albert Park
Pour les articles homonymes, voir Albert Park (homonymie).

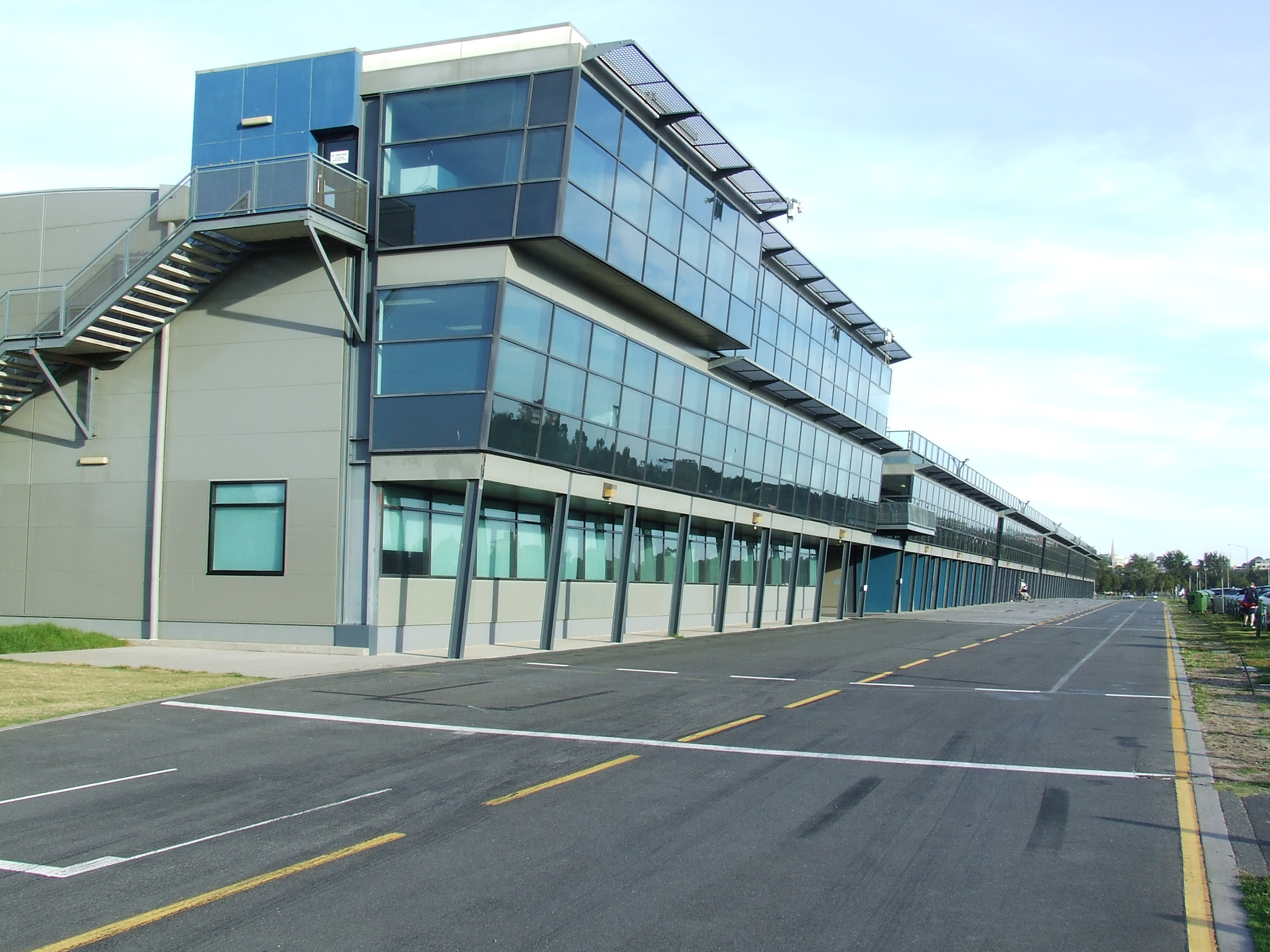
L'immeuble du Grand Prix d'Australie à Albert Park

Albert Park est une banlieue de Melbourne. Cette bourgade qui compte 58 329 habitants (2001) est située à 2 kilomètres au sud de Melbourne. Elle doit son nom au prince Albert, époux de la reine Victoria. Deux parcs et un lac donnent à cette banlieue un certain cachet.
Albert Park abrite de nombreuses installations sportives : terrains de cricket du « St Kilda Cricket Club » et du « South Melbourne Cricket Club », courts de tennis qui ont accueilli une finale de Coupe Davis (1908), stades de rugby, de football australien, auxquels il faut ajouter un circuit automobile, sur lequel se court le Grand Prix automobile d'Australie de Formule 1 depuis 1996.